# Редактор формул

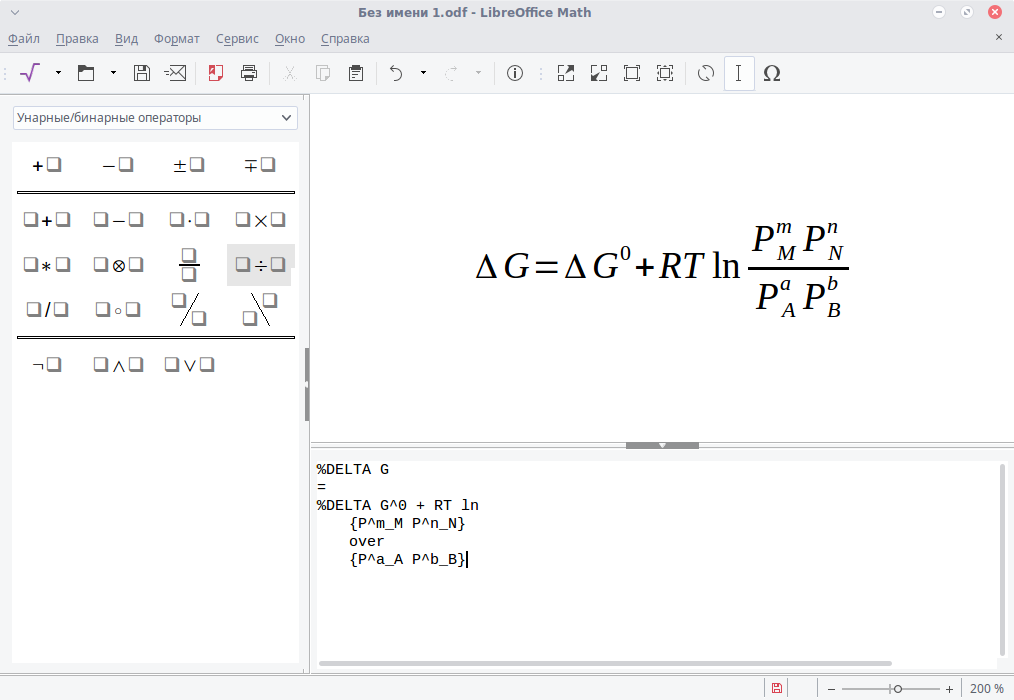
Создание формул языком разметки в LibreOffice Math

Редактор формул — компьютерная программа, предназначенная для создания и редактирования математических формул.
Ряд редакторов формул основан на следующих технологиях:
- Применение специального языка разметки, например, TeX или MathML — Latex, OpenOffice.org Math

Например, в OpenOffice.org Math для создания формулы
следует ввести текст
%DELTA G= %DELTA G^0 + RT ln  {P^m_M P^n_N} over {P^a_A P^b_B}
- Составление формул с помощью графического интерфейса — KFormula, MathType, WIRIS editor, MathCast

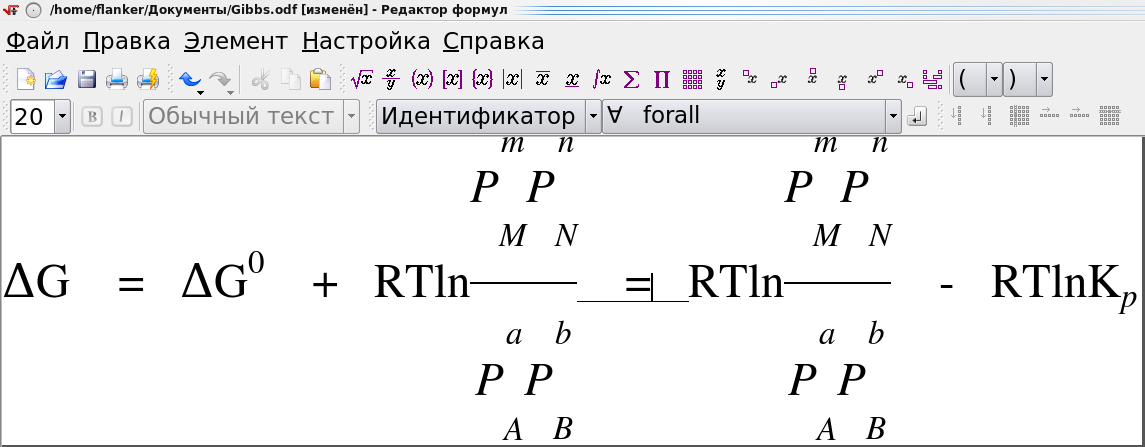
Создание формул при помощи графического интерфейса

При этом формула создаётся из составных элементов, предоставляемых программой.
- Встраиваемые компоненты - Math Expression Editor Light

- Символьные вычисления — Mathematica